# Saison 2 de Cobra Kai
Chronologie
Saison 1 Saison 3
Cet article présente le guide des épisodes de la deuxième saison de la série télévisée américaine Cobra Kai.

## Synopsis
Johnny Lawrence a désormais la cinquantaine et est à la dérive. Il vit désormais dans le quartier de Reseda, bien loin du luxe d'Encino où il vivait avec son beau-père tyrannique, Sid Weinberg. Johnny a eu un fils, Robbie, avec Shannon Keene, sa compagne de l'époque. Mais il les a tous les deux abandonnés le jour de la naissance, qui coïncide avec celui de la mort de sa mère, Laura.
Après avoir perdu son emploi, Johnny va tenter de rouvrir le dojo de karaté Cobra Kai. Ce faisant, il ravive sa rivalité avec Daniel LaRusso, qui de son côté a réussi dans les affaires, mais lutte pour maintenir l'équilibre dans sa vie en l'absence des conseils de son mentor, M. Miyagi. Daniel est marié à Amanda avec laquelle il a deux enfants : Samantha et Anthony.
Les deux hommes font face aux démons du passé et aux frustrations du présent de la seule façon qu'ils connaissent : le karaté.

## Résumé de la saison
Johnny reconstruit sa vie, mais un fantôme du passé risque de perturber ses projets d'avenir. Pendant ce temps, Daniel ouvre son Miyagi-do pour rivaliser avec Cobra Kai.

## Distribution

### Acteurs principaux
- Ralph Macchio (VF : Maurice Decoster) / (VF : Alexis Tomassian) (version jeune) : Daniel LaRusso
- William Zabka (VF : Alexis Victor) / (VF : Donald Reignoux) (version jeune) : Johnny Lawrence
- Courtney Henggeler (VF : Audrey Sourdive) : Amanda LaRusso
- Xolo Maridueña (VF : Damien Zanoly) : Miguel Diaz
- Tanner Buchanan (VF : Jim Redler) : Robby Keene
- Mary Mouser (VF : Camille Timmerman) : Samantha LaRusso
- Jacob Bertrand (VF : Baptiste Mège) : Eli « Hawk » Moskowitz
- Gianni Decenzo (VF : Tom Trouffier) : Demetri Alexopoulos
- Martin Kove (VF : Patrice Keller) : John Kreese

### Acteurs récurrents
- Nichole Brown (VF : Valérie Bachère) : Aisha Robinson
- Hannah Kepple (VF : Clara Soares) : Moon
- Vanessa Rubio  (VF : Sophie Riffont) : Carmen Diaz
- Rose Bianco : Rosa Diaz
- Diora Baird (VF : Stéphanie Lafforgue) : Shannon Keene
- Owen Morgan (VF : Jean-Cyprien Chenberg) : Bert
- Aedin Mincks (VF : Gabriel Bismuth-Bienaimé) : Mitch
- Khalil Everage (en) (VF : Baptiste Marc) : Chris
- Nathaniel Oh : Nathaniel
- Peyton Roi List (VF : Olivia Luccioni) :  Tory Nichols
- Paul Walter Hauser (VF : Charles Pestel) : Raymond « la Rascasse »
- Griffin Santopietro (VF : Clara Soares) : Anthony LaRusso
- Susan Gallagher (VF : Delphine Braillon) : Lynn
- Dan Ahdoot (en) (VF : Stéphane Pouplard) : Anoush Norouzi

### Invités
- Ken Davitian (VF : Jacques Bouanich) : Armand Zarkarian
- Randee Heller (VF : Jocelyne Darche) : Lucille LaRusso
- Selah Austria : Piper Elswith
- John Cihangir : Doug Rickenberger
- Ron Thomas (VF : Jean-François Aupied) : Bobby Brown
- Kim Fields : Sandra Robinson
- Rob Garrison (VF : Patrick Bonnel) : Tommy

## Liste des épisodes
1. Pitié (2e partie) (Mercy Part II)
2. De retour en noir (Back in Black)
3. Feu et glace (Fire and Ice)
4. Le moment de vérité (The Moment of Truth)
5. Tout compris (All In)
6. À droite (Take a Right)
7. Accalmie (Lull)
8. Gloire de l'amour (Glory of Love)
9. Pulpo (Pulpo)
10. Aucune Pitié (No Mercy)

### Épisode 1:Pitié (2epartie)(Mercy Part II)
Johnny fait face à Kreese : ce dernier s'était fait passer pour mort à la fin du 3e film alors qu'en réalité il avait repris un travail dans l'armée pour enseigner le combat aux soldats. Toujours en colère contre son ancien sensei (qui avait notamment essayé de le tuer après sa défaite face à Daniel), Johnny se bat avec lui avant de se calmer.
Daniel semble avoir du mal à se persuader qu'ouvrir un dojo est la solution au problème Cobra Kai, mais Robby qui se remet peu à peu de sa blessure à l'épaule, le convainc car il sait que tant que Cobra Kai sera là, aucun des deux ne sera en paix : Daniel a peur parce que le dojo pourrait reprendre ses mauvaises habitudes et Robby est persuadé que son père est trop renfermé sur lui-même à cause de ce qui l'a opposé à Daniel 34 ans auparavant.

### Épisode 3:Feu et Glace(Fire and Ice)
Johnny remarque très vite la publicité de Daniel pour son dojo et le prend très mal car celui-ci dénonce la mauvaise instruction de Cobra Kai, il souhaite contre-attaquer et décide de se mettre au point vis-à-vis de la technologie, ce qui sera selon lui une manière de rendre les coups.
Daniel qui au départ pense qu'il arrivera à obtenir de nouveaux élèves se voit vite déçu quand deux potentiels disciples repartent car ils ne souhaitent faire aucune corvée qui selon eux n'est qu'une perte de temps. Daniel pour montrer les valeurs du processus qu'il a appris avec Miyagi décide de faire une démonstration à une fête nationale.
Miguel avoue qu'il sait pour Robby à Johnny, ce dernier qui au départ le prend mal, se décide à lui raconter la vérité au sujet de sa relation tendue avec son fils et que cela n'a rien à voir avec le fait qu'il le gronde pour avoir gagné le championnat.

### Épisode 4:Le moment de vérité(The Moment of Truth)
Depuis la fête nationale, de nouveaux disciples arrivent au Cobra Kai, ce qui ravit Johnny qui pense avoir marqué des points dans sa lutte contre Daniel, mais il va aussi découvrir que peu à peu l'instruction de son mentor va commencer à déteindre sur certains de ses élèves. Daniel qui a de plus en plus de mal à recruter de nouveaux élèves se rend à la plage pour faire une propagation de son dojo auprès de parents dont il sait les enfants être la cible de harcèlement et moquerie, mais rien ne se passe comme prévu.

### Épisode 5:Tout compris(All In)
Dimitri qui a rejoint le Miyagi Do, ne manque pas une occasion pour se montrer faiblard, si ce n'est incapable d'apprendre quoi ce soit, mais Daniel refuse qu'il abandonne et décide de tenter une approche que le jeune homme connaît. Hawk qui a du mal à obéir aux règles commence à agir en vrai délinquant il ne supporte pas quand on lui tient tête et cela s'accentue quand il apprend une critique désobligeante au sujet de Cobra Kai et décide bien de s'en prendre à l'auteur qui n'est autre que Dimitri.

### Épisode 6:À droite(Take a Right)
Daniel qui retrouve le dojo saccagé se retrouve de plus en plus obligé d'y consacrer son temps ce que sa femme ne semble pas apprécier car il en oublie ses obligations auprès de la concession. Mais alors qu'il tente de reconstruire le dojo, quatre nouvelles recrues (d'anciens disciples de Johnny) viennent lui prêter main-forte. Parmi eux, Chris, un jeune homme qui certes pendant un temps approuvait les méthodes de Cobra Kai souhaite obtenir sa rédemption après s'en être pris à Dimitri au centre commercial. Bien que Sam comprenne son père, Robby et Dimitri ne semblent pas l'accepter.

### Épisode 7:Accalmie(Lull)
Johnny revient au dojo et découvre avec surprise que les recrues se sont beaucoup attachées à Kreese, ce qu'il ne voit pas forcément d'un bon œil, surtout lorsque celui-ci organise un jeu d'opposition en forêt. Daniel quant à lui a du mal à concilier le dojo et la concession, sa femme Amanda le remarque et semble décidée à prendre des décisions vis-à-vis de son mari.

### Épisode 8:Gloire de l'amour(Glory of Love)
Robby et Sam sont officiellement ensemble, mais ne semblent pas encore décidés à se montrer publiquement surtout devant les parents de Sam. Daniel qui dort sur le canapé, ne sait pas quoi faire pour reconquérir la confiance d'Amanda qu'il pense avoir définitivement perdue à cause de ses mauvais choix, sa mère qui lui rend visite est là pour lui prodiguer les meilleurs conseils.

### Épisode 9:Pulpo(Pulpo)
L'été approche de son terme et Sam qui est bien décidé à oublier sa rancune envers Tori et Miguel décide d'aller à une fête organisée par Moon, alors qu'elle emmène avec elle tout le Miyagi Do, elle découvre que tout Cobra Kai est lui aussi invité. Daniel et Amanda décident de sortir ensemble et se retrouvent dans un restaurant Mexicain. Ils y retrouvent Johnny qui est en plein rencard avec Carmen ; les deux anciens rivaux, qui au départ ne semblaient pas ravis de dîner l'un à côté de l'autre, se retrouvent à plaisanter et à passer un agréable moment.

### Épisode 10:Aucune Pitié(No Mercy)
C'est la rentrée des classes et bien que Daniel soit furieux d'avoir récupéré Sam chez Johnny, il ne semble pas entendre raison et prend Robby pour responsable. Sam s'en veut énormément d'avoir embrassé Miguel et veut tout raconter à Robby qui s'est inscrit dans le même lycée qu'elle. Miguel s'en veut lui aussi et veut éclaircir certaines choses avec Tori, mais cette dernière est furieuse, et défie Sam dans le lycée. Une bagarre générale éclate, au cours de laquelle Dimitri parvient enfin à maîtriser Hawk et au terme de laquelle Miguel finit blessé à la colonne vertébrale après que Robby l'ait poussé du haut de l'escalier.